# Saint-Médard-de-Presque
Saint-Médard-de-Presque ist eine französische Gemeinde mit 201 Einwohnern (Stand: 1. Januar 2022) im Département Lot in der Region Okzitanien. Sie gehört zum Arrondissement Figeac und zum Kanton Saint-Céré. 

## Lage
Die Gemeinde liegt rund drei Kilometer von Saint-Céré entfernt. Nachbargemeinden sind Saint-Michel-Loubéjou im Norden, Saint-Jean-Lespinasse im Osten, Saint-Jean-Lagineste im Süden und Autoire im Westen.

## Bevölkerungsentwicklung
| Jahr      | 1962 | 1968 | 1975 | 1982 | 1990 | 1999 | 2008 | 2018 |
| --------- | ---- | ---- | ---- | ---- | ---- | ---- | ---- | ---- |
| Einwohner | 194  | 176  | 160  | 148  | 174  | 201  | 195  | 204  |

## Sehenswürdigkeiten

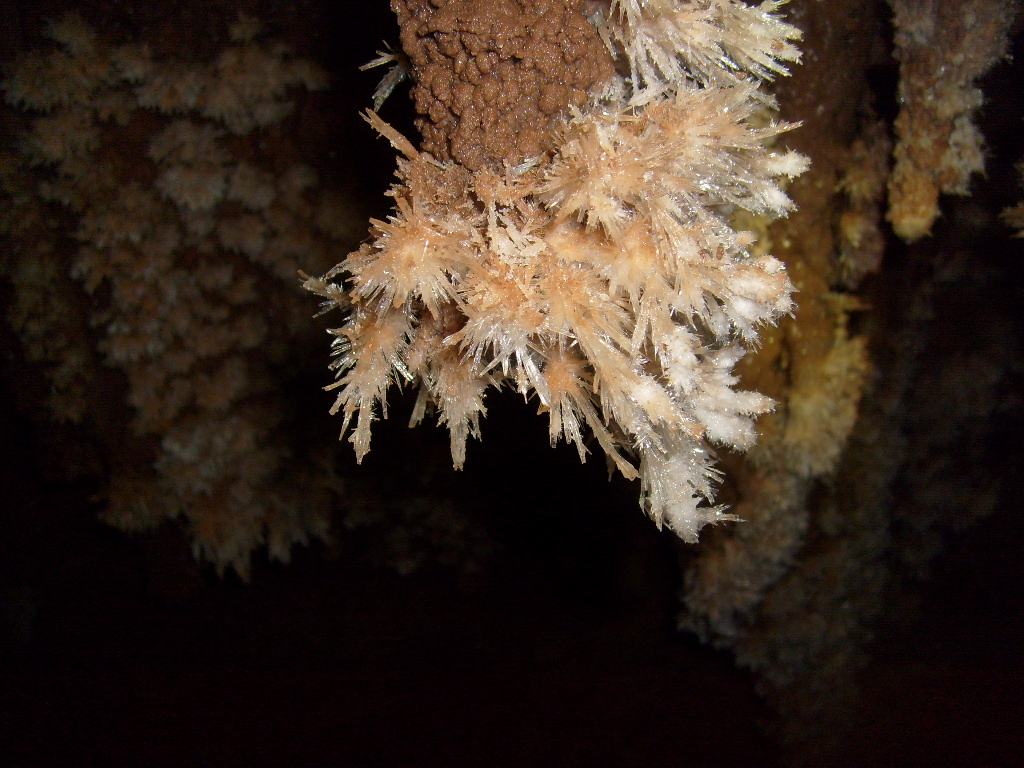
Aradonit in der Höhle von Presque

- Schloss Presque
- Höhle von Presque